# Hans Berg
Hans Berg (14. april 1938 i Åkirkeby – 4. november 2010) var maler og grafiker.
Berg er uddannet mag. art. i etnografi fra Københavns Universitet 1968 og har deltaget i videnskabelige ekspeditioner til Bahrain og Grønland 1958-1971. Som maler er Berg autodidakt. Han debuterede i 1960. Som portrætmaler har Berg bl.a. malet K.B. Andersen, Jens Thorsen, Erling Ratjen og Georg Poulsen. 

## Priser og legater
- 1981, Kristian Zahrtmanns Hæderspris
- 1981, Nationalbankens Jubilæumsfond
- 1981, Knud Højgaards Fond
- 1981, Hammanns legat
- 1984, Dronning Ingrids Romerske Fond
- 1990, Billedhugger professor Gottfred Eickhoff og hustru maleren Gerda Eickhoffs Fond